# زرکی (شاهرود)
زرکی یک روستا در ایران است که در دهستان طرود شهرستان شاهرود واقع شده‌است. زرکی ۱۳ نفر جمعیت دارد.